# 自然農法大学校
自然農法大学校（しぜんのうほうだいがっこう）は、静岡県伊豆の国市にある農業・環境・健康研究所の大学校の名称。公益財団法人移行に向けて2008年から2021年まで農業大学校の名称で運営し、2022年4月1日から自然農法大学校に改称した。運営は公益財団法人農業・環境・健康研究所で、敷地が約30万坪の大仁研究農場内にあり、自然農法を学べる全寮制（1年間）になっている。
- 初代校長は田野邊英男。
- 二代校長は木嶋利男。
- 三代校長は静岡大学名誉教授の後藤正夫。
- 四代校長は元北里大学副学長の陽捷行。
- 五代校長は元島原農業高等学校校長の田坂吉史。

## 所在地
- 〒410-2311 静岡県伊豆の国市浮橋1606-2 （大仁研究農場内）

## 交通アクセス
- 電車
  - 東海道新幹線熱海駅下車、車で約30分。伊東線伊豆多賀駅から約20分。
  - 東海道線新幹線三島駅より伊豆箱根鉄道に乗換え田京駅下車、車で約20分。
- 車
  - 東名高速道路沼津ICより約60分。
  - 伊豆スカイライン山伏峠ICから約5分、熱海峠ICから約20分。
- 高速バス
  - 東海バス、伊豆・新宿ライナーで大仁温泉まで約2時間30分。

## 沿革
- 1982年（昭和57年）- 大仁農場開設。
- 1983年（昭和58年） 財団法人微生物応用技術研究所設立。
- 1985年（昭和60年） 財団法人自然農法国際開発研究センター設立。
- 1990年（平成2年）- 4月、開校。
- 2013年（平成25年） 公益法人制度改革により、微生物応用技術研究所が、公益財団法人農業・環境・健康研究所に移行。

## 教育課程
- 基礎技術科（講義：実習、4：6）（定員15名）
  - 野菜・水稲
- 営農技術科（講義：実習、2：8）（定員15名）
  - 野菜・稲作・畜産から選択
  - 農家滞在実習（約2週間）
- 海外実習生の受け入れ
  - JICA等
- 短期研修〈4ケ月間〉[1]
  - 春夏コース〈4月3日～7月30日〉
  - 秋冬コース〈8月22日～12月20日〉
- 体験見学
  - 見学・案内
  - 1日体験コース
  - 宿泊体験コース〈1～5日間迄〉